# Xpuhil
Xpuhil (kiejtése körülbelül: spuhil, a második szótagon levő hangsúllyal) egy maja régészeti lelőhely délkelet-Mexikóban, Campeche államban. Nevét időnként írják Xpujil alakban is, de ez inkább a modernkori Xpujil települést szokta jelenteni. A név a jukaték-maja nyelvű xpuh szóból származik, ami egyfajta erdei növényt jelent, amit környéken élő spanyolul beszélők cola de gato („macskafarok”) néven ismernek.

## Leírás
Xpuhil Campeche állam délkeleti részén, a modernkori Xpujil település északnyugati csücskénél, nagyrészt a 186-os főúttól északra található őserdővel körülvéve. A régészeti terület egy része a város növekedése miatt mára eltűnt.
Az emberi letelepülés első bizonyítékai a késői preklasszikus korból, i. e. 400 körülről származnak, de a település ezután még évszázadokig jelentéktelen maradt. Fénykorát a késői klasszikus korban, 500 és 800 között élte, majd a korai posztklasszikus korban, 1200 körül hanyatlani kezdett. A Río Bec stílus jegyeit magukon viselő romokat 1938-ban fedezték fel.
A települést 17 épületcsoport alkotja, valamint a mintegy 5 km²-es területen szétszórtan számos lakóépület-alapzat is elhelyezkedik. Leghíresebb építménye az úgynevezett 1-es számú épület, más néven A Három Torony Épülete, amely egy hosszú, lekerekített sarkú talapzatból és az azon álló három nagy méretű toronyból áll. Különlegessége, hogy a Río Bec régióban az ilyen tornyok szinte mindig párban állnak, ez az egyetlen ismert kivétel, ahol három található belőlük. A 2-es számú épületben kis szobák alapjai látszanak, a 3-as számú épületben található padokról arra következtetnek, hogy lakóépületként szolgálhatott, a kétszintes 4-es számú épület pedig szintén lakócélokat szolgálhatott. Az úgynevezett Xpuhil 2 vagy Attikás templom 19 szobából áll, a központi szobákban a falakat hieroglifákkal ellátott vízszintes csíkok díszítik. A homlokzatán található attikaszerű díszítményen stilizált maszkok maradványai figyelhetők meg.

## Képek

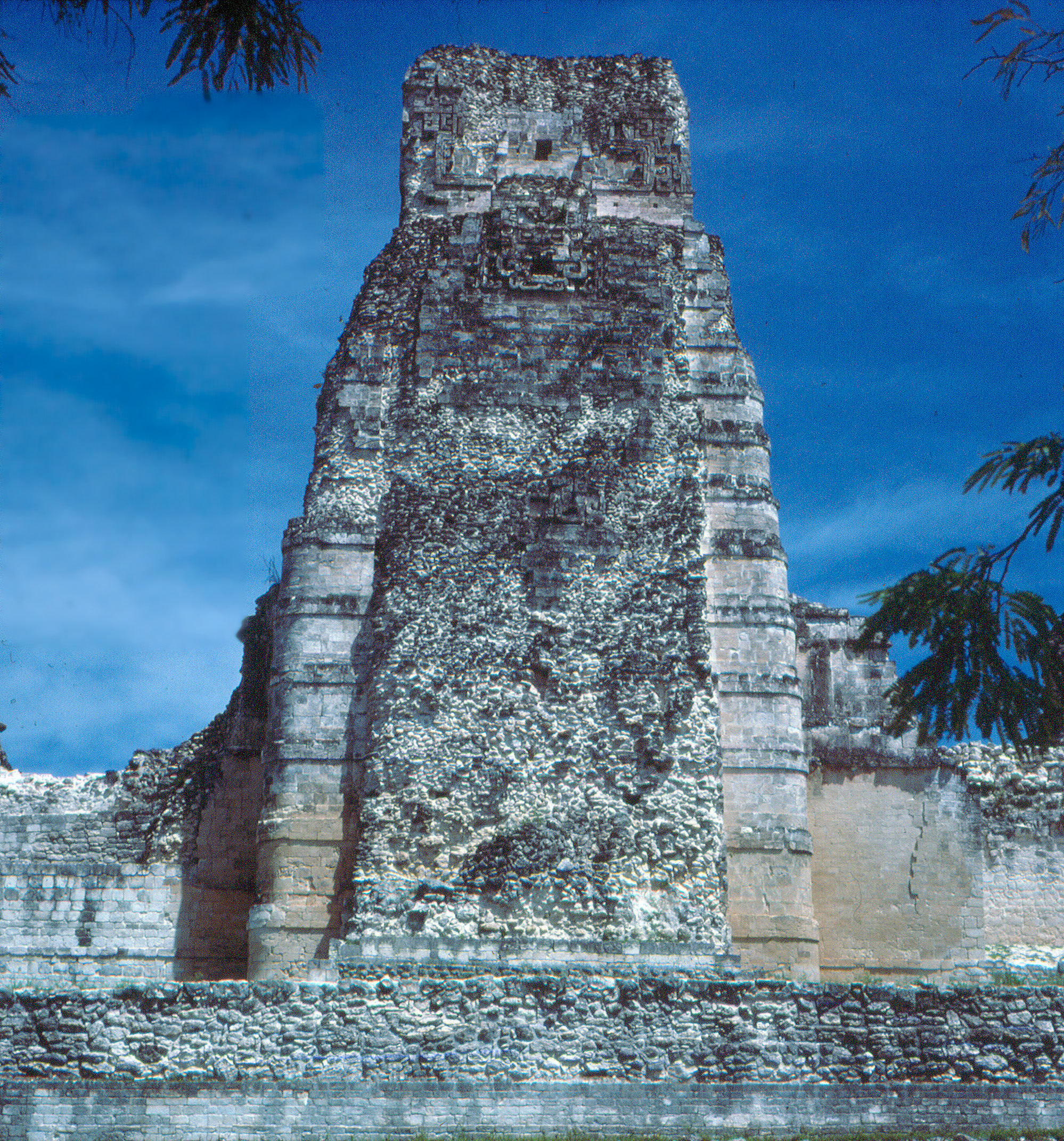
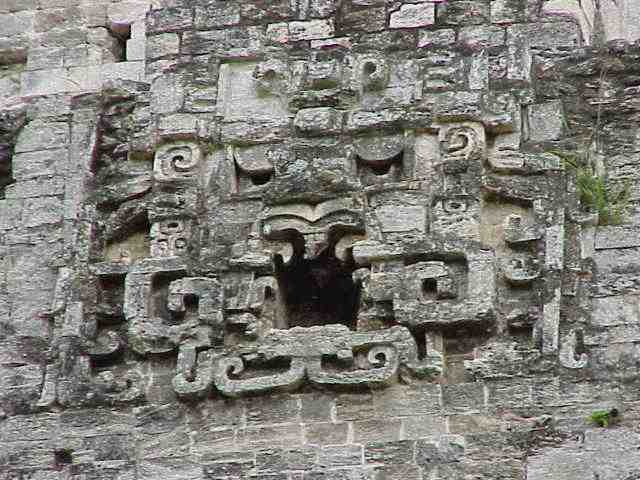
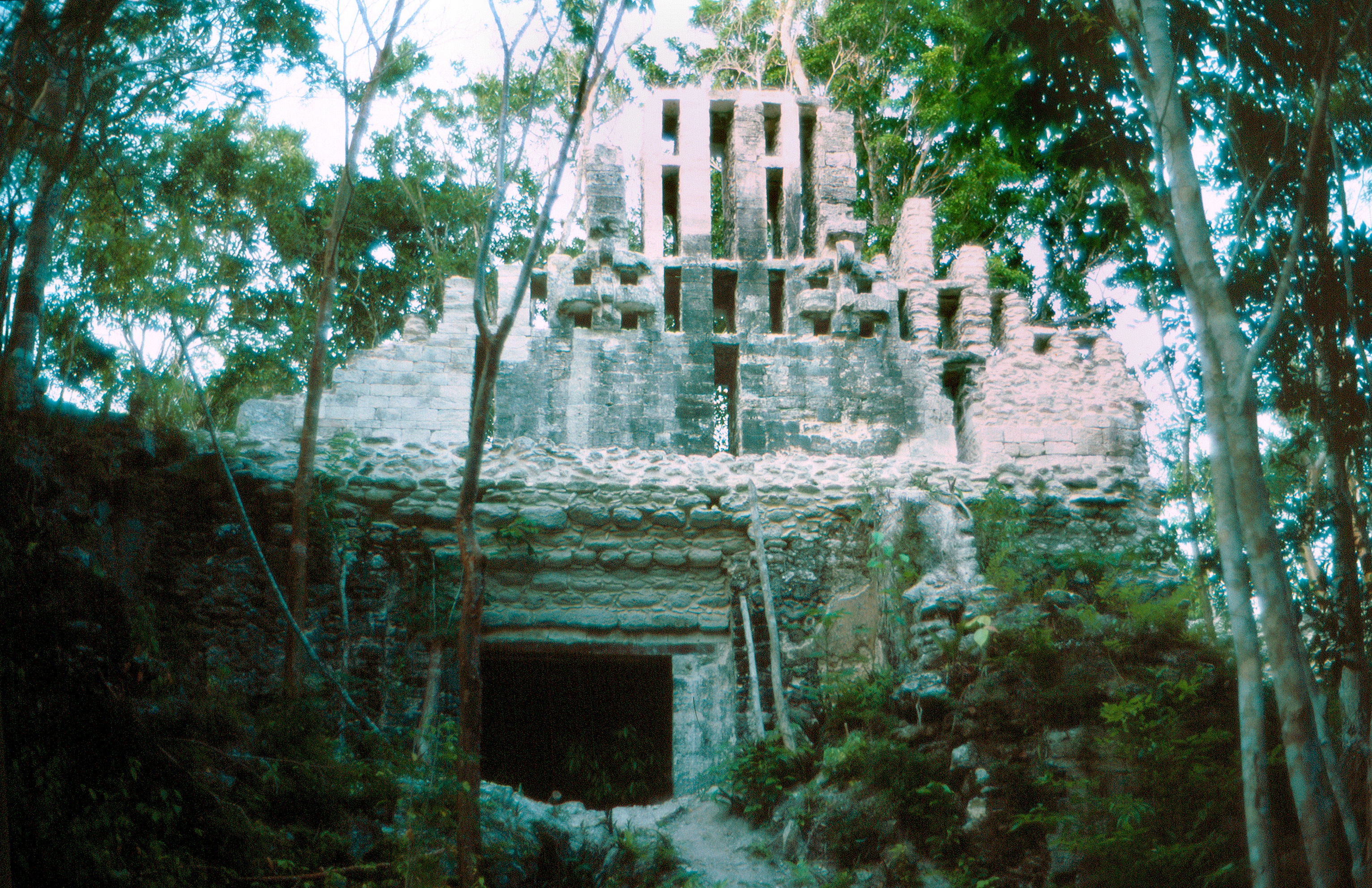
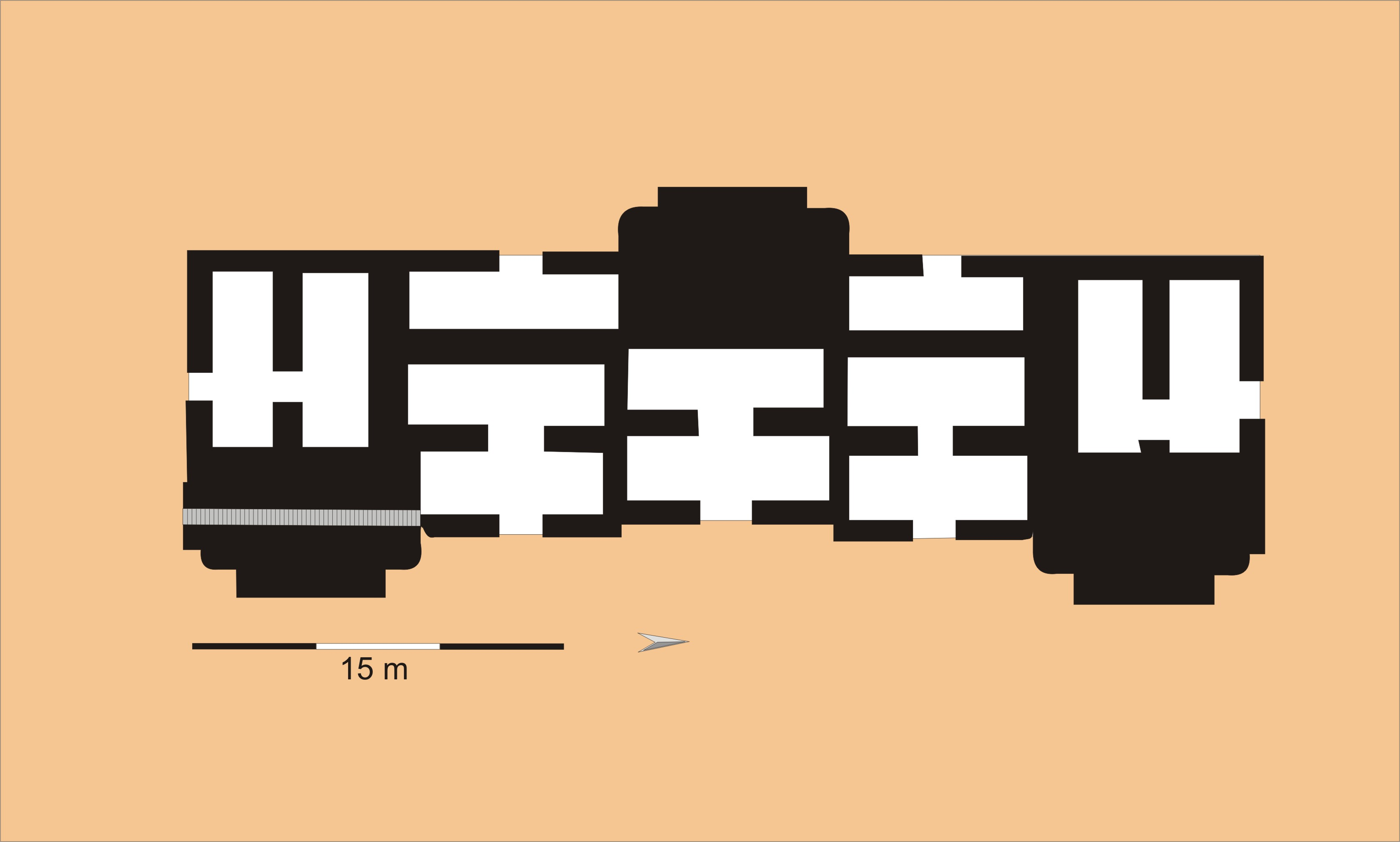